# Носовская (Ровдинское сельское поселение)
Носовская — деревня в Шенкурском районе Архангельской области. Входит в состав муниципального образования «Ровдинское».

## География
Деревня расположена у реки Пуя, в 51 км юго-западнее Шенкурска. У деревни проходит автодорога М-8 «Холмогоры» и рядом протянута высоковольтная линия электропередач.
Часовой пояс
Носовская, как и вся Архангельская область, находится в часовой зоне МСК (московское время). Смещение применяемого времени относительно UTC составляет +3:00.

## Население
| 2002 | 2010 | 2012 |
| ---- | ---- | ---- |
| 14   | ↘9   | ↗10  |

## История
Указана в «Списке населённых мест по сведениям 1859 года» в составе Шенкурского уезда(1-го стана) Архангельской губернии под номером «2023» как «Носовская(Тухаринова)». Насчитывала 10 дворов, 38 жителей мужского пола и 44 женского.
В «Списке населенных мест Архангельской губернии к 1905 году» деревня Носовская(Тухаринова) насчитывает 20 дворов, 62 мужчины и 93 женщины. В административном отношении деревня входила в состав Ровдинского сельского общества Ровдинской волости.
На 1 мая 1922 года в поселении 25 дворов, 45 мужчин и 80 женщин.